# 滥用權力
滥用權力或滥用职权，是指在「公務不當行為」或「官員瀆職」的形式下，是人履行公職時在其職務範疇下犯下的非法行為，或是挪用權力，超過規定權力範圍。這些行為或會影響其職務表現。辦公室瀆職往往會導致民選官員被引用法規而被罷免。濫用權力也意味著有人使用他已有的權力謀取私利。
在美国，至少有五名联邦官员被弹劾，滥用权力。其中两人（乔治·英格利希法官和理查德·尼克松总统）在参议院审判之前辞职，另外两人被参议院无罪释放。对唐纳德·特朗普总统的第一次弹劾审判以总统在两项弹劾条款中被判无罪而告终，其中一项是滥用职权的指控。在州一级，伊利诺伊州州长罗德·布拉戈耶维奇（Rod Blagojevich）因滥用职权等罪行于2009年被伊利诺伊州参议院弹劾并一致免职。

## 制度濫權
制度濫權或機構虐待（Institutional abuse）是一個人（對像往往是兒童或老年人）被一個權力體系苛待。这可能包括类似于家庭虐待儿童的行为，如忽视、身体虐待和性虐待，以及援助计划低于可接受的服务标准的影响，或依靠严厉或不公平的方式来改变行为。

## 弹劾美国官员

#### 詹姆斯·派克
联邦法官詹姆斯·派克（James H. Peck）于1830年被美国众议院弹劾，罪名是滥用职权。派克以藐视法庭罪将一名男子判入狱，此前该男子公开批评了他。美国参议院于1831年宣判他无罪，21人有罪，22人无罪。

#### 查尔斯·斯韦恩
1904年，联邦法官查尔斯·斯韦恩被美国众议院弹劾。他被指控提交虚假的旅行券，不当使用私人火车车厢，以藐视法庭罪非法监禁两名律师，并居住在他管辖的地区之外。1905年，他被美国参议院宣布无罪。毫无疑问，斯韦恩犯下了一些指控他的罪行。事实上，他的律师也承认了这一点，尽管称这些失误是“无意的”。然而，参议院拒绝对斯韦恩定罪，因为其成员不认为他的行为构成“重罪和轻罪”。

#### 乔治·英格利希
1926年，联邦法官乔治·英格利希被美国众议院弹劾，但在美国参议院对其进行审判之前辞职。五项弹劾条款中有一项指控“暴政、压迫和滥用职权”。众议院以306票对60票投票通过弹劾，但英格利希辞职后，指控被驳回。英格利希被指控虐待出庭律师和诉讼当事人。

#### 理查德·尼克松
进一步资料：针对理查德·尼克松的弹劾程序
在众议院司法委员会投票通过弹劾条款后，但在众议院全体成员有机会就弹劾进行投票之前，理查德·尼克松总统辞职。在三项弹劾条款中，第二条指控尼克松滥用职权，部分指控：
利用美国总统理查德·M·尼克松办公室的权力，违反其宪法誓言，忠实地履行美国总统的职责，并尽其所能维护、保护和捍卫美国宪法，无视其确保法律得到忠实执行的宪法义务，多次从事侵犯公民宪法权利、损害正当司法和合法调查的行为，或违反行政部门管理机构的法律和这些机构的宗旨。
文章还列举了五个涉嫌不当行为的具体例子来证实对总统的指控。
关于第二条的投票是跨党派的，17名共和党人中有7人加入了委员会的所有21名民主党人，批准弹劾一名滥用权力的美国总统。

#### 罗德·布拉戈耶维奇
主要文章：罗德·布拉戈耶维奇腐败指控
罗德·布拉戈耶维奇于2009年被弹劾并被解除伊利诺伊州州长职务，罪名是滥用职权和腐败。布拉戈耶维奇被指控实施了几项“付费游戏”计划，包括试图“通过腐败利用”他的权力来填补美国参议院的一个空缺席位，以获取个人利益。伊利诺伊州众议院以114票对1票（3票弃权）弹劾布拉戈耶维奇滥用职权，伊利诺伊州参议院以59票对0票罢免他。

#### 唐纳德·特朗普
进一步信息：首次弹劾唐纳德·特朗普
唐纳德·特朗普总统于2019年12月18日被美国众议院弹劾。众议院对滥用职权指控的投票结果是230票赞成，197票反对，1票出席。除了三名众议院民主党人和一名独立党人外，其他人都投了赞成票，反对票都是众议院共和党人和两名民主党人；众议员Tulsi Gabbard出席了投票。在2020年2月5日参议院对他的审判中，他被判无罪。参议院对滥用职权指控的无罪判决票数为48票反对（45名民主党参议员、2名独立参议员、1名共和党参议员），52票赞成（全部共和党人）。在两项弹劾条款中，第一条指控滥用权力。

## 例子

### 法正
三國時期，劉備任用法正為蜀郡太守、揚武將軍，同時間兼任地方官和京官，首都太守兼總參謀長（謀主）。
此時法正得勢，不但對過往有恩的之人報恩，亦開始對以往曾輕視或陷害自己的人進行報復，擅殺毀傷己者數人，有人向諸葛亮舉報，但諸葛亮素知法正甚得劉備重用，遂不言之。

### 露易丝·勒纳/国税局
主条目：国税局针对争议
2017年10月，特朗普政府同意解决代表400多个保守派非营利组织提起的诉讼。这些非营利组织声称，他们受到了美国国税局的歧视，金额不详。原告律师称这一数额“非常可观”。特朗普政府还同意解决41个保守派组织提起的第二起诉讼，并道歉并承认对他们进行“强化审查和过度拖延”是错误的。
露易丝·勒纳（Lois Lerner）的这些行为是在2010年至2012年间实施的，目的是试图处理来自希望获得免税身份的组织的大量申请。许多寻求免税地位的组织不同意政府的运作方式，并以“茶党”或“爱国者”的名义行事。

### 乔·阿帕约
主要文章：Joe Arpaio
进一步信息：赦免乔·阿帕约
2010年2月，法官约翰·莱昂纳多发现阿帕约“滥用其办公室的权力，针对监事会成员进行刑事调查”。
2008年，联邦大陪审团开始就联邦调查局的调查对阿帕约滥用职权进行调查。2012年8月31日，美国亚利桑那州检察官办公室宣布“结束对阿帕约犯罪行为指控的调查”，但没有提出指控。
阿帕约因出于政治动机和“虚假”起诉而受到调查，一名前美国检察官称这是“完全不可接受的”。凤凰城市长菲尔·戈登称阿帕约的“一长串”可疑起诉是“恐怖统治”。

### 警方
參見法律濫權#執法部門濫權及虐待。
进一步信息：法律滥用，执法滥用，警察滥用和警察暴行
在独裁、腐败或软弱的国家，警察可能为统治政权实施许多犯罪行为而不受惩罚。
个别警察，有时是整个单位，可能腐败或实施各种形式的警察不当行为；这种情况偶尔发生在许多部队中，但在警察薪酬很低的地方更为常见，除非辅以贿赂。当警察对对抗性局势反应过度时，或者为了从他们可能真的怀疑或不怀疑有罪的人那里逼供时，他们有时会采取无端的暴行。2021年10月发布的研究显示，从1980年到2018年，估计有30800人死于警察暴力。同一项研究表明，美国国家生命统计系统对美国55%以上的警察相关死亡估计进行了错误分类/少报。

### 埃利奥特·布罗迪
埃利奥特·布罗迪被控非法游说美国政府官员支持阿拉伯联合酋长国政府影响美国外交政策，并对卡塔尔国和卡塔尔美国企业进行虚假信息宣传。唐纳德·特朗普政府时期的共和党全国委员会前财务主席布罗迪在卡塔尔豪华旅游公司阿布·伊萨控股公司（Abu Issa Holding）提起的诉讼中被控犯有不当行为。根据阿联酋政府支付的诉讼，布罗迪雇佣了基于网络红人和巨魔来传播针对卡塔尔的错误信息，称卡塔尔企业赞助了恐怖组织。